# Rivière au Vison Ouest
Pour les articles homonymes, voir Vison (homonymie).
Ne doit pas être confondu avec Rivière au Vison.
La rivière au Vison Ouest est un affluent de la baie au Vison (qui est intégrée au réservoir Gouin), coulant dans le territoire de la ville de La Tuque, dans la région administrative de la Mauricie, dans la province au Québec, au Canada.
Cette rivière traverse les cantons de Déziel, de Faguy et de Levasseur.
La foresterie constitue la principale activité économique de cette vallée ; les activités récréotouristiques, en second. Diverses routes forestières secondaires desservent chaque côté de la baie au Vison Ouest pour accommoder les activités récréotouristiques et la foresterie. Ces routes forestières se connectent au sud à la route 400 qui relie le barrage Gouin au village de Parent, desservant aussi les vallées de la rivière Jean-Pierre et la zone en aval du barrage Gouin en passant au barrage La Loutre.
La surface de la rivière au Vison Ouest est habituellement gelée de la mi-novembre à la fin avril, toutefois la circulation sécuritaire sur la glace se fait généralement du début décembre à la fin de mars.

## Géographie
Les principaux bassins versants voisins de la rivière au Vison Ouest sont :
- côté nord : ruisseau Little, ruisseau de la Cartouche, ruisseau Barras, rivière Wapous, lac Bélisle, ruisseau Berlinguet ;
- côté est : rivière au Vison, lac Faguy, rivière Faguy, ruisseau Frégeau, lac Levasseur, rivière Wabano ;
- côté sud : baie au Vison, baie Kikendatch, rivière Saint-Maurice, rivière Jean-Pierre, rivière des Cyprès, rivière Wabano ;
- côté ouest : lac Brochu, lac Déziel, lac du Déserteur.

La rivière au Vison Ouest prend naissance à l’embouchure d’un lac non identifié (longueur : 0,5 km ; altitude : 570 m) situé dans le canton de Déziel, dans La Tuque. L’embouchure de ce lac de tête est située à :
- 11,4 km au nord-est de l’embouchure de la rivière au Vison Ouest ;
- 19,0 km au nord-est de l’embouchure de la baie au Vison ;
- 26,0 km au nord-ouest du barrage Gouin[2].

À partir de l’embouchure du lac de tête, le cours de la rivière au Vison Ouest coule entièrement en zone forestière et montagneuse sur 19,0 km selon les segments suivants :
- 2,1 km vers le nord-est, jusqu’à la rive ouest du lac Morin ;
- 2,0 km vers l'est en traversant le lac Morin (longueur : 0,9 km ;

altitude : 511 m) sur sa pleine longueur où le cours de la rivière traverse la ligne des cantons de Déziel et de Faguy ; puis en traversant le lac à l’Isle (longueur : 1,4 km ; altitude : 500 m) sur 0,9 km, jusqu’à son embouchure ;
- 3,9 km vers le sud-est, puis vers le sud-ouest en traversant le lac Tentage  (longueur : 1,6 km ; altitude : 468 m), jusqu’à son embouchure ;
- 2,6 km vers le sud, jusqu’à la décharge (venant du sud-ouest) de quelques lacs non identifiés ;
- 2,9 km vers le sud-est en recueillant la décharge (venant du nord) d’un lac non identifié, jusqu’à la rive ouest de la partie nord du lac au Vison ;
- 2,5 km vers le sud en traversant en fin de segment le lac au Vison (longueur : 3,3 km ; altitude : 403 m), jusqu’à son embouchure ;
- 3,0 km vers le sud en coupant la limite entre les cantons de Faguy et de Levasseur, ainsi qu’en traversant un lac non identifié en formant une courbe vers l'ouest, jusqu’à son embouchure. Ce segment inférieur passe du côté est d’une montagne dont le sommet atteint 637 m[3].

La confluence de la rivière au Vison Ouest avec la baie au Vison Ouest est située à :
- 2,8 km au nord de l’embouchure de la baie au Vison Ouest ;
- 9,2 km au nord de l’embouchure de la baie au Vison ;
- 58,5 km au sud-est du centre du village de Obedjiwan ;
- 18,98 km au nord du barrage Gouin ;
- 69,7 km au nord-ouest du centre du village de Wemotaci ;
- 156 km au nord-ouest du centre-ville de La Tuque ;
- 266 km au nord-ouest de l’embouchure de la rivière Saint-Maurice (confluence avec le fleuve Saint-Laurent à Trois-Rivières).

La rivière au Vison Ouest se déverse dans le canton de Levasseur sur la rive nord de la baie au Vison (longueur : 9,9 km ; altitude : 402 m), située sur la rive nord-est de la pointe sud-est du lac Brochu.
À partir de la confluence de la rivière au Vison Ouest, le courant coule sur 30,3 km selon les segments :
- 3,8 km vers le sud, jusqu’à la rive nord de la baie au Vison ;
- 9,9 km vers le sud-ouest en traversant la baie au Vison ;
- 16,6 km vers le sud en contournant une presqu’île, puis vers l'est jusqu’au barrage Gouin.

À partir du pied du barrage Gouin, le courant emprunte la rivière Saint-Maurice jusqu’à Trois-Rivières, où il se déverse dans le fleuve Saint-Laurent.

## Toponymie
Le toponyme rivière au Vison Ouest a été officialisé le 17 août 1978 à la Commission de toponymie du Québec.